# トロン: レガシー
『トロン: レガシー』（原題: Tron: Legacy）は、2010年のアメリカのSFアクション映画。1982年に公開された映画『トロン』の28年ぶりの続編である。

## ストーリー
エンコム社のCEOとなったケヴィン・フリンが謎の失踪を遂げてから20年あまり。27歳に成長した息子サムは、エンコムの筆頭株主でありながら、父に捨てられたという思いから、エンコムの経営に関わろうとしなかった。
ある日、父の親友で親代わりであるアランが、ケヴィンの失踪当時から肌身離さずもっているポケベルを通じて、父から謎のメッセージを受け取ったことをサムに告げる。ポケベルの発信元は、かつてケヴィンが経営していたゲームセンターの電話番号であった。手がかりを求めてゲームセンター跡を訪れたサムは、起動していた物質電子変換装置によってコンピューター内部世界「グリッド」へと送り込まれてしまう。
子供の頃に胸を踊らせて聞いていた父の話が本当であったこと、そして、父と再会することへの期待に歓喜するサムであったが、「はぐれプログラム」として捕縛され、連行されたトロン・シティでは、はぐれプログラムや脱走者がデレズ（de-rez 削除・抹消の意）するまで戦わせられる「ゲーム」が開催されていた。サムも参加を強制させられ、危うく命を落としそうになるが、プログラムではなくユーザー（人間）であることを知られると、サムの前に若い頃の父と瓜二つの容姿を持つこの世界の支配者クルーが現れる。混乱するサムをよそに、クルーは自らの手でサムを処刑するため、「ライトサイクル」を使って争うチーム戦の「グリッド・ゲーム（ライトサイクル・バトル）」を決行する。サムは持ち前のバイクの腕を生かし、他のプログラム達と協力して戦うが、やがて窮地に立たされる。しかし、そこに現れた謎の美女クオラに救助され、トロン・シティを脱出する。都市から遠く離れた家に足を踏み入れると、そこには父ケヴィンがいた。再会を果たし涙するサムにケヴィンは過去の出来事を語り始める。
ケヴィンはトロンと、新たに作ったプログラムであるクルーの三人でグリッド世界を理想郷に変えようとしていたが、ある日、グリッドに突如デジタル生命体が誕生した。アイソー（ISO、同型アルゴリズム）と名付けられた彼らの存在は、ケヴィンの価値観を変えることとなる。そこに新たな人類の未来を見たケヴィンは、アイソー達をグリッドに迎え入れ、やがては現実世界に送る準備を進めたが、「完璧な世界の創造」をプログラムされたクルーは使命を持たない彼らを「完璧でない」とみなし、クーデターを起こした。トロンの犠牲によってケヴィンは逃げ延びたが、戦えば戦うほど強くなるクルーの前には為す術がなく、アイソー達は虐殺されてしまう。アイソーの唯一の生き残りであるクオラと共にグリッドの荒野に逃れたケヴィンは、そこで今まで隠遁生活を送っていたのであった。
サムは父を連れて現実世界に戻ろうとするが、ここに来た経緯を聞いたケヴィンはそれがクルーの罠であることに気付く。グリッド世界と現実世界を結ぶ出入り口の「ポータル」は、現実世界からのみ開ける事ができ、時間とともにやがて再び閉じてしまう。また、グリッド世界側からポータルを通過するにはマスターキーであるケヴィンの「アイデンティティ・ディスク」が必要である。クルーは「完璧でない」現実世界への侵攻のためにサムをおびき寄せたのだった。クルーはケヴィンと再融合をすれば消滅するが、それは同時にケヴィンの死も意味していた。ケヴィンはクルーの野望を阻止するためこの世界に骨を埋めようとするが、サムは父との帰還を望み、クオラの力を借りてレジスタンスのリーダーズースに会いに行く。サムとクオラは、キャスターと名を変えてクラブ「エンド・オブ・ライン」に潜んでいたズースに会うことが出来たが、ズースはすでに寝返っており、クルーの兵隊が攻め込んでくる。
助けに現れたケヴィンの力によって窮地を脱することができたサムとクオラだが、ケヴィンはディスクが奪われ、クオラも重傷を負ってしまう。3人はソーラー・セーラーに乗ってポータルへと向かうが、そこにはクルーによってプログラムを変えられ、リンズラーと名を変えたトロンが現れる。クオラが捕まってしまうが、クルーが現実世界への侵攻の準備を進めている隙を突いて、サム達はディスクとクオラを奪還。ライト・ジェットに乗ってポータルへと急ぐが、クルーとリンズラーによる執拗な追撃を受ける。激しい空中戦を繰り広げる中、リンズラーはトロンとしての記憶を思い出し、身を挺してクルーを妨害する。遂にポータルへとたどり着いた3人の前に、先回りしていたクルーが立ちはだかる。反逆以来初めて対峙するケヴィンとクルー。クルーはケヴィンに対し、与えられた使命を全うしようとした自分を裏切ったと悲痛に訴え、再びケヴィンのディスクを奪うが、ケヴィンが持っていたのはすり替えられたクオラのディスクであった。父のアイデンティティ・ディスクを高く頭上に掲げ、クオラとともに現実世界へ戻るサム。その姿を誇らしげに見つめつつ、ケヴィンはクルーと再融合し消滅する。
クオラと共に現実世界へと帰還したサムは、エンコム社をかつての父の理想の会社に戻すべくアランを会長に任命。サムはクオラが憧れてた太陽の光を浴びながら、バイクで駆けていくのだった。

## キャスト
| 役名 現実世界 コンピューター内部世界         | 俳優                                               | 日本語吹替 |
| -------------------------------------------- | -------------------------------------------------- | ---------- |
| サム・フリン                                 | ギャレット・ヘドランド                             | 平川大輔   |
| ケヴィン・フリン クルー2.0                   | ジェフ・ブリッジス                                 | 磯部勉     |
| クオラ                                       | オリヴィア・ワイルド                               | 小松由佳   |
| アラン・ブラッドリー トロン2.0（リンズラー） | ブルース・ボックスライトナー                       | 大塚芳忠   |
| サイレン・ジェム                             | ボー・ギャレット                                   | 甲斐田裕子 |
| ジャービス                                   | ジェームズ・フレイン                               | 咲野俊介   |
| ズース（キャスター）                         | マイケル・シーン                                   | 桐本琢也   |
| リチャード・マッキー                         | ジェフリー・ノードリング                           | 木下浩之   |
| サイレン                                     | ヤヤ・ダコスタ セリンダ・スワン エリザベス・マシス |            |
| エンド・オブ・ラインのDJ                     | ダフト・パンク                                     |            |
| サムの祖母                                   | ベリンダ・モンゴメリー                             |            |
| カメオ出演                                   |                                                    |            |
| エドワード・デリンジャー                     | キリアン・マーフィー                               | 土田大     |

- その他：吉永拓斗／八十川真由野／天田益男／手塚秀彰／植村喜八郎／滝知史／森田順平／木下紗華／川田紳司／沢田泉／酒巻光宏／秋吉徹／佐々木啓夫

## 製作
1990年代後半にディズニーが続編を考え、ピクサーが『トロン』の続編またはリメイクの製作を企画していると1999年7月29日にZDnet Newsが報じたが、結局実現しなかった。
本作の撮影は2009年4月にバンクーバーで始まり、3Dで撮影された。VFXはデジタル・ドメインが行った。
ジェフ・ブリッジス、ブルース・ボックスライトナーが前作に引き続き、同じ役で出演。劇中にて、ブリッジス演じるケヴィンの30代の姿は、『ベンジャミン・バトン 数奇な人生』で開発されたコンツアーシステムにより、CGで作られた顔を代役の俳優に合成したものである。

### 音楽
本作の映画音楽はエレクトロニック・ミュージシャンであるダフト・パンクが手掛け、録音は
ロンドンのAIRリンドハースト・スタジオで行われた。また劇中に挿入歌として、ジャーニーの"Separate Waysとユーリズミックスの”Sweet Dreams (Are Made of This)”が使われている。

### VFX＆アニメーション
- デジタル・ドメイン
- Prime Focus
- Mr. X
- Quantum Creation FX

## 評価
レビュー・アグリゲーターのRotten Tomatoesでは248件のレビューで支持率は51%、平均点は5.80/10となった。Metacriticでは40件のレビューを基に加重平均値が49/100となった。

## ゲーム
- 『Tron: Evolution』
PlayStation 3、Xbox 360、Windows用ゲーム作品。映画の前日譚を描く。北米発売日は2010年12月7日[12]、日本未発売。

- 『キングダムハーツ3D』
新ワールドと新キャラクター達のゲストとして登場。該当エピソードは映画スタッフが監修を担当している。

- 『Tron RUN/r』
PlayStation 4、Xbox One、Windows用ダウンロードソフト。2016年2月17日より配信。

- 『マジックキャッスル・オンライン』
2010年12月7日から2011年1月10日まで、ユーザー向けにアバター用のサム・フリンとクルーのコスチュームが配布された。

- 『トロン:レガシー ライトサイクル』
2010年からディズニーゲームズで提供されていたブラウザゲーム。Unity Web Playerが必要。

## アプリ
作中登場した「レコグナイザー」の3Dシューティングゲームのアプリが有料配信されている。

## 書籍
『トロン：レガシー (映画文庫) 』竹書房より発売された。著者はエディー・キツィス。翻訳は入間眞。ISBN 978-4812444283
『THE ART OF TRON:LEGACY　ディズニー映画『トロン：レガシー』の世界』小学館集英社プロダクションより発売。ISBN 978-4796870849
『コミック版　トロン：レガシー』鷲尾直広による漫画化作品。コミック アース・スターにて連載。単行本全1巻。ISBN 978-4803002508

## その他
- 全国のTOHOシネマズでの『ハリー・ポッターと死の秘宝 PART1』の上映スクリーンでは、11月19日～12月16日の約一ヶ月間限定で、コミコンにて公開された特別映像が上映された[14]。
- アニメ『スティッチ!』の2010年12月8日から12月21日放送分では、3週間限定で本作とコラボレーションし、劇中で主人公たちが着用するトロンスーツを着たスティッチが登場。
- 一部の109シネマズ・ユナイテッド・シネマで上映されるIMAXデジタルシアター版での上映は、スクリーン全体に広がって見える特別バージョンのアクションシーンが含まれている。Blu-rayはシネマスコープとビスタサイズが混在しているIMAX版でリリースされる。
- 前作『トロン』をオマージュしたシーンが点在する。
  - 本編開始時にワイヤーフレームで街が構成される
  - サムがアランの話を聞き流しながらTシャツを着替える（前作ではケヴィン）
  - サムがエンコム社の赤いセキュリティ・ゲートをクラッキングで開け、ゆっくりと開く様子を見ながら「大げさなドアだ」と発言（前作ではケヴィン）
  - デスクにはめ込まれたタッチパネル式のモニタとソフトウェアキーボードでオペレーションを行う
  - 貸与されたディスクについて説明を受ける
  - ケヴィンの台詞「コツは手首だ」（前作ではビデオゲームでハイスコアを出した時、今作ではクオラにライト・ジェットを操縦させる際の助言）
  - 頭上に掲げたディスクを浮上させて内部世界から外部へのアクセスパスを開く
- 前作『トロン』ではディスクはフリスビー状だった（ディスクで水をすくって飲むシーンがある）が、今作ではリング状になり円月輪のように手持ち武器としても使用できるようになった（引き替えで敵弾を跳ね返す盾としての使い方がなくなった）。また前作では現実世界で端末からアクセスするのに普通の英文を入力していたが、今作ではUNIXコマンドを入力している。
- クルーは前作でも、ケヴィンがエンコム社へハッキングする際のプログラムとして登場している。今作のクルーはバージョン2.0である。
- 中国の上海ディズニーランド（上海ディズニーリゾート）には前作と本作をテーマにしたバイク型ジェットコースターのアトラクション「トロン・ライトサイクル・パワーラン」のオープンしている。2021年にはマジック・キングダム（ウォルト・ディズニー・ワールド・リゾート）でもオープン予定。